# Todirostre de Cohn-Haft
Hemitriccus cohnhafti
Espèce
Statut de conservation UICN

 NT  : Quasi menacé
Le Todirostre de Cohn-Haft (Hemitriccus cohnhafti) est une espèce de passereau de la famille des Tyrannidae,.

## Distribution
Cet oiseau vit au sud-ouest de l'Amazonie au Brésil (est de l'État de l'Acre) et dans les régions limitrophes du sud-est du Pérou (département de Madre de Dios) et, possiblement, du nord de la Bolivie (département de Pando),.